# Zweden op de Olympische Winterspelen 1976
Tijdens de Olympische Winterspelen van 1976, die in Innsbruck (Oostenrijk) werden gehouden, nam Zweden voor de twaalfde keer deel.

## Medailleoverzicht
| Sport       | Olympiër         | Discipline       | Medaille |
| ----------- | ---------------- | ---------------- | -------- |
| Alpineskiën | Ingemar Stenmark | reuzenslalom (m) | Brons    |
| Langlaufen  | Benny Södergren  | 50 km (m)        | Brons    |

## Deelnemers en resultaten

### Alpineskiën
| Olympiër          | Discipline       | Resultaat | Prestatie                       |
| ----------------- | ---------------- | --------- | ------------------------------- |
| Torsten Jakobsson | reuzenslalom (m) | dnf-2     | opgave run 2                    |
| Torsten Jakobsson | slalom (m)       | 17e       | 2.11,24 (+7,95) 1.04,21+1.07,03 |
| Gudmund Söderin   | reuzenslalom (m) | dnf-2     | opgave run 2                    |
| Gudmund Söderin   | slalom (m)       | dnf-2     | opgave run 2                    |
| Ingemar Stenmark  | reuzenslalom (m) | Brons     | 3.27,41 (+0,44) 1.46,51+1.40,90 |
| Ingemar Stenmark  | slalom (m)       | dnf-2     | opgave run 2                    |
| Stig Strand       | reuzenslalom (m) | 12e       | 3.33,66 (+6,69) 1.48,63+1.45,03 |
| Stig Strand       | slalom (m)       | 12e       | 2.09,08 (+5,79) 1.03,27+1.05,81 |

### Biatlon
| Olympiër                                                         | Discipline             | Resultaat | Prestatie                                                                                  |
| ---------------------------------------------------------------- | ---------------------- | --------- | ------------------------------------------------------------------------------------------ |
| Sune Adolfsson                                                   | 20 km (m)              | 8e        | 1:18.00,50 (+3.48,24) pen.: 2 (0 / 0 / 0 / 2)                                              |
| Lars-Göran Arwidson                                              | 20 km (m)              | 10e       | 1:18.34,37 (+4.22,11) pen.: 5 (0 / 1 / 1 / 3)                                              |
| Torsten Wadman                                                   | 20 km (m)              | 48e       | 1:30.20,34 (+16.08,08) pen.: 15 (2 / 2 / 4 / 7)                                            |
| Mats-Åke Lantz Torsten Wadman Sune Adolfsson Lars-Göran Arwidson | 4x7,5 km estafette (m) | 8e        | 2:08.46,90 (+10.51,26) pen.: 8 (3 / 3 / 2 / 0) (32.44,58 / 32.45,74 / 31.59,45 / 31.17,13) |

### Bobsleeën
| Olympiër                                                   | Discipline             | Resultaat | Prestatie                                       |
| ---------------------------------------------------------- | ---------------------- | --------- | ----------------------------------------------- |
| Carl-Erik Eriksson Kenth Rönn                              | 2-mansbob (m) Zweden I | 9e        | 3.48,41 (+3,99) (57,09 / 57,20 / 57,16 / 56,96) |
| Carl-Erik Eriksson Jan Johansson Leif Johansson Kenth Rönn | 4-mansbob (m) Zweden I | 16e       | 3.47,12 (+6,69) (56,12 / 56,48 / 56,87 / 57,65) |

### Langlaufen
| Olympiër                                                             | Discipline            | Resultaat | Prestatie                                                         |
| -------------------------------------------------------------------- | --------------------- | --------- | ----------------------------------------------------------------- |
| Christer Johansson                                                   | 30 km (m)             | 21e       | 1:35.23,27 (+4.53,89)                                             |
| Matti Kuosku                                                         | 50 km (m)             | 19e       | 2:45.33,41 (+8.03,36)                                             |
| Tommy Limby                                                          | 15 km (m)             | 23e       | 47.00,06 (+3.01,59)                                               |
| Tommy Limby                                                          | 30 km (m)             | 15e       | 1:34.32,47 (+4.03,09)                                             |
| Tommy Limby                                                          | 50 km (m)             | 8e        | 2:42.43,58 (+5.13,53)                                             |
| Sven-Åke Lundbäck                                                    | 15 km (m)             | 30e       | 47.12,85 (+3.14,38)                                               |
| Sven-Åke Lundbäck                                                    | 30 km (m)             | 35e       | 1:36.40,86 (+6.11,48)                                             |
| Sven-Åke Lundbäck                                                    | 50 km (m)             | 16e       | 2:45.04,82 (+7.34,77)                                             |
| Benny Södergren                                                      | 15 km (m)             | 13e       | 45.59,91 (+2.01,44)                                               |
| Benny Södergren                                                      | 30 km (m)             | 12e       | 1:33.10,98 (+2.41,60)                                             |
| Benny Södergren                                                      | 50 km (m)             | Brons     | 2:39.39,21 (+2.09,16)                                             |
| Thomas Wassberg                                                      | 15 km (m)             | 15e       | 46.13,35 (+2.14,88)                                               |
| Benny Södergren Christer Johansson Thomas Wassberg Sven-Åke Lundbäck | 4x10 km estafette (m) | 4e        | 2:11.16,88 (+3.17,16) (34.42,63 / 33.12,47 / 31.37,72 / 31.44,06) |
|                                                                      |                       |           |                                                                   |
| Lena Carlzon                                                         | 5 km (v)              | 14e       | 16.54,59 (+1.05,90)                                               |
| Lena Carlzon                                                         | 10 km (v)             | 10e       | 31.33,06 (+1.19,65)                                               |
| Marie Johansson                                                      | 10 km (v)             | 21e       | 32.33,18 (+2.19,77)                                               |
| Eva Olsson                                                           | 5 km (v)              | 5e        | 16.27,15 (+38,46)                                                 |
| Eva Olsson                                                           | 10 km (v)             | 5e        | 31.08,72 (+55,31)                                                 |
| Görel Partapuoli                                                     | 5 km (v)              | 22e       | 17.20,34 (+1.31,65)                                               |
| Görel Partapuoli                                                     | 10 km (v)             | 16e       | 32.04,63 (+1.51,22)                                               |
| Maria Rautio                                                         | 5 km (v)              | 32e       | 17.59,25 (+2.10,56)                                               |
| Lena Carlzon Görel Partapuoli Marie Johansson Eva Olsson             | 4x5 km estafette (v)  | 4e        | 1:10.14,68 (+2.24,93) (17.27,25 / 17.32,41 / 17.53,05 / 17.21,97) |

### Rodelen
| Olympiër                       | Discipline | Resultaat | Prestatie                                              |
| ------------------------------ | ---------- | --------- | ------------------------------------------------------ |
| Stefan Kjernholm               | mannen     | 15e       | 3.34,990 (+7,302) (54,382 / 53,495 / 53,502 / 53,611)  |
| Michael Gårdebäck              | mannen     | 17e       | 3.36,148 (+8,460) (54,662 / 53,887 / 53,701 / 53,898)  |
| Nils Vinberg                   | mannen     | 21e       | 3.38,479 (+10,791) (54,916 / 54,494 / 54,640 / 54,429) |
| Veronica Holmsten              | vrouwen    | 15e       | 2.58,608 (+7,987) (44,751 / 44,635 / 44,456 / 44,766)  |
| Agneta Lindskog                | vrouwen    | 18e       | 2.59,943 (+9,322) (46,050 / 44,581 / 44,771 / 44,541)  |
| Michael Gårdebäck Nils Vinberg | dubbel     | 14e       | 1.29,217 (+3,613) (44,958 / 44,259)                    |

### Schaatsen
| Olympiër            | Discipline   | Resultaat | Prestatie           |
| ------------------- | ------------ | --------- | ------------------- |
| Lennart Carlsson    | 1500 m (m)   | 17e       | 2.04,76 (+5,38)     |
| Lennart Carlsson    | 5000 m (m)   | 16e       | 7.53,02 (+28,54)    |
| Lennart Carlsson    | 10.000 m (m) | 13e       | 15.53,89 (+1.03,30) |
| Johan Granath       | 500 m (m)    | 13e       | 40,25 (+1,08)       |
| Johan Granath       | 1000 m (m)   | 13e       | 1.22,63 (+3,31)     |
| Oloph Granath       | 500 m (m)    | 9e        | 39,93 (+0,76)       |
| Bernt Jansson       | 1000 m (m)   | 31e       | 1.30,27 (+10,95)    |
| Dan Johansson       | 1500 m (m)   | 16e       | 2.04,73 (+5,35)     |
| Dan Johansson       | 5000 m (m)   | 25e       | 8.12,37 (+47,89)    |
| Örjan Sandler       | 5000 m (m)   | 8e        | 7.39,69 (+15,21)    |
| Örjan Sandler       | 10.000 m (m) | 5e        | 15.16,21 (+25,62)   |
| Mats Wallberg       | 500 m (m)    | 4e        | 39,56 (+0,39)       |
| Mats Wallberg       | 1000 m (m)   | 7e        | 1.21,27 (+1,95)     |
| Mats Wallberg       | 1500 m (m)   | 22e       | 2.08,72 (+9,34)     |
|                     |              |           |                     |
| Sylvia Filipsson    | 500 m (v)    | 22e       | 45,97 (+3,21)       |
| Sylvia Filipsson    | 1500 m (v)   | 14e       | 2.22,42 (+5,84)     |
| Sylvia Filipsson    | 3000 m (v)   | 6e        | 4.48,15 (+2,96)     |
| Ann-Sofie Järnström | 500 m (v)    | 13e       | 44,49 (+1,73)       |
| Ann-Sofie Järnström | 1000 m (v)   | 14e       | 1.32,06 (+3,63)     |

### Schansspringen
| Olympiër        | Discipline         | Resultaat | Prestatie                                         |
| --------------- | ------------------ | --------- | ------------------------------------------------- |
| Odd Brandsegg   | normale schans (m) | 41e       | 204,6 punten 99,2 p. (74,0 m) + 105,4 p. (76,0 m) |
| Odd Brandsegg   | grote schans (m)   | 25e       | 181,1 punten 96,6 p. (88,5 m) + 84,5 p. (80,0 m)  |
| Thomas Lundgren | normale schans (m) | 51e       | 188,0 punten 100,7 p. (74,0 m) + 87,3 p. (70,0 m) |

Andorra · Argentinië · Australië · België · Bondsrepubliek Duitsland · Bulgarije · Canada · Chili · Duitse Democratische Republiek · Finland · Frankrijk · Griekenland · Groot-Brittannië · Hongarije · IJsland · Iran · Italië · Japan · Joegoslavië · Libanon · Liechtenstein · Nederland · Nieuw-Zeeland · Noorwegen · Oostenrijk · Polen · Roemenië · San Marino · Sovjet-Unie · Spanje · Taiwan · Tsjecho-Slowakije · Turkije · Verenigde Staten · Zuid-Korea · Zweden · Zwitserland